# 叢集寄存
叢集寄存（Clustered hosting），是一種網站代管，它使用多個實體的機器來分攤負載，以增加系統的可靠度，及降低各項服務（例如FTP、Email、MySQL）彼此之間的干擾影響。許多大型網站都採用叢集寄存解決方案，例如大型論壇可能就會架構在多個實體機器之上，包括多台前端網頁伺服器，及多台後端資料庫伺服器。
有些較老舊的代管服務，其基礎建設僅使用單獨一台實體機器，這台機器便包山包海的提供多項服務，包括網頁伺服器、資料庫伺服器、Email伺服器、FTP伺服器等。這樣的缺點是不但怕碰到單點故障，也無法承受太大的網路流量，因此在實務上會有問題。
借由叢集寄存便可解決上述問題，叢集寄存使用多台實體機器，並使用平衡負載，以消除單點故障，增加網頁及其他服務之可用性。此外它還能讓各台機器重新開機（例如軟體升級時需要重新開機）的時間交錯開來，使得服務可以不被中斷。
叢集寄存和雲端寄存有些相似，後者把多台實體機器的資源結合起來，讓多個網站架設者使用這用這些資源，這使得可擴展性大為提高。